# 帕氏花蛇鰻
帕氏花蛇鰻，為輻鰭魚綱鰻鱺目糯鰻亞目蛇鰻科的其中一種，分布於中西太平洋的菲律賓海域，體長可達50公分，棲息在底層水域，屬肉食性。

## 擴展閱讀
維基物種上的相關：帕氏花蛇鰻